# Királyok völgye 46

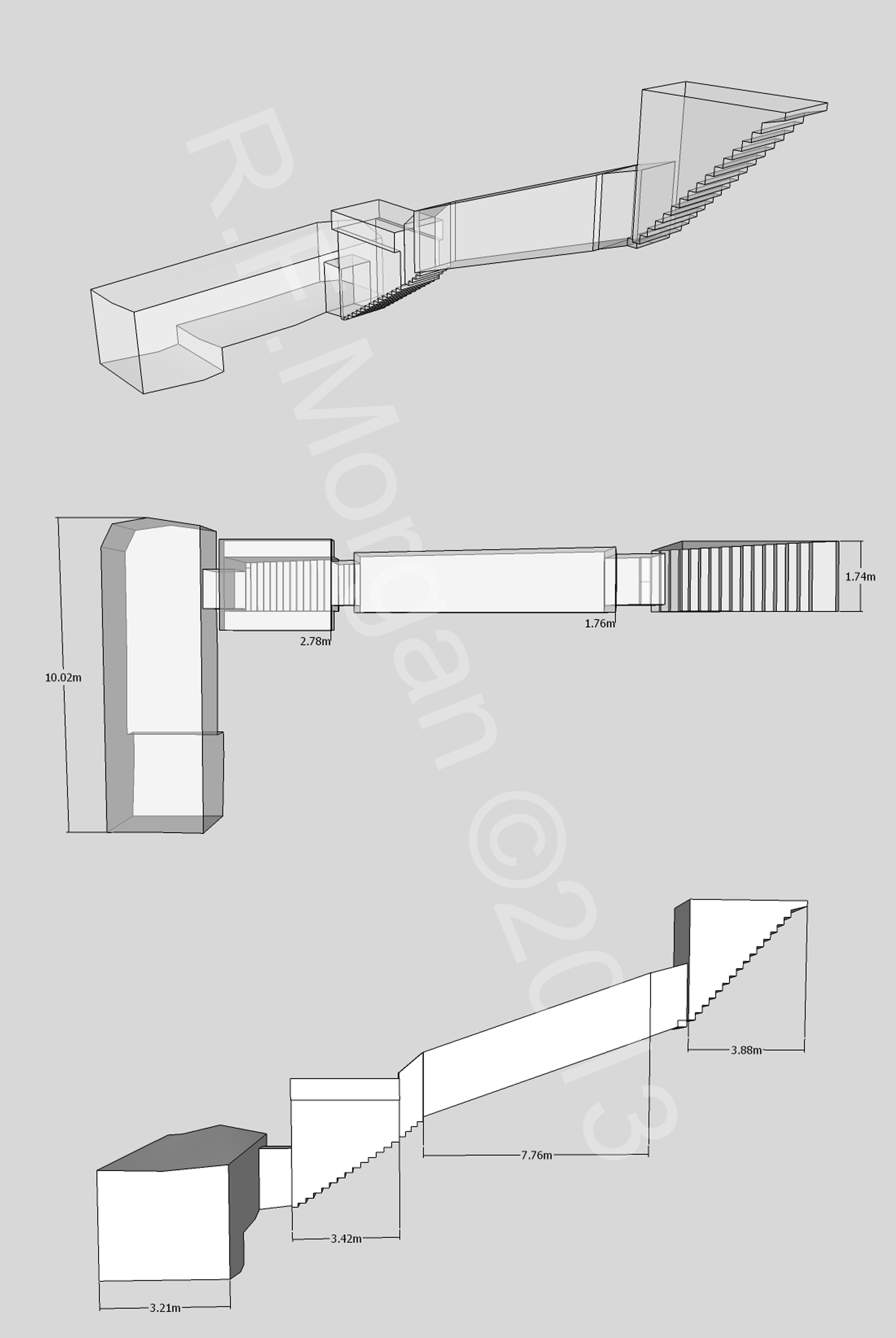
A sír izometrikus képe, alaprajza és oldalnézeti metszete egy 3D-modell alapján

A Királyok völgye 46 (KV46) egy egyiptomi sír a Királyok völgye keleti völgyében, a fő vádi délkeleti ágában. A XVIII. dinasztia idején élt Juja és Tuja sírja, ők III. Amenhotep fáraó főfeleségének, Tije királynénak, illetve valószínűleg Ay fáraónak is a szülei voltak. Tutanhamon sírja, a KV62 felfedezéséig ez volt a leggazdagabb leletanyaggal rendelkező sír, egyben az első a völgyben, amely nagyrészt érintetlenül maradt fenn. A sírt a Theodore M. Davis megbízásából ásató James E. Quibell fedezte fel 1905-ben. Davis 1907-ben publikálta The Tomb of Iouiya and Touiyou („Juja és Tuja sírja”) című könyvében.

## Leírása
A sír a völgy fő vádijának egy kis mellékágában helyezkedik el, két későbbi, ramesszida sír, a KV3 és a KV4 között. A meredek bejárati lépcsőt valamivel kevésbé meredek folyosó követi, ezt ismét egy meredek lépcső, majd a sír tengelye derékszögben balra elfordul, itt található a szabálytalan téglalap alaprajzú sírkamra. A falakat nem díszítették, és felületük is egyenetlen maradt. A sír hossza 21.31 m, teljes területe 62.36 m². A sírban megtalálták Juja és Tuja szarkofágját. A különböző balzsamozási technikából ítélve valószínűleg eltérő időpontban hunytak el. A temetkezés leletanyaga igen gazdag, innen került elő például Szitamon trónszéke.
A sírt az ókorban valószínűleg háromszor is kirabolták: egyszer nem sokkal lezárása után, majd kétszer a szomszédos sírok, a KV3 és a KV4 építésekor. Az első rabláskor csak a romlandó sírmellékleteket, például olajokat vitték el, emellett a tárolóedényekről törték le a pecsétet, hogy beléjük nézhessenek. A másik két alkalommal az ékszerek nagy részét is elvitték, de a halotti maszkokat nem sikerült eltávolítaniuk. A sír bejáratát törmelék fedte, mely a két szomszédos sír építésekor keletkezett, és eltakarta egészen az 1905-ös ásatásig.
A sír bejáratát fémráccsal zárták le, lépcsője elé falat emeltek, ami védi a törmeléktől.

## Galéria

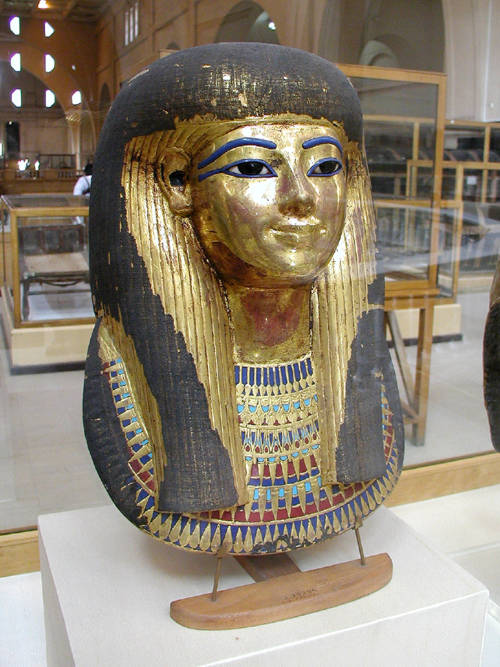
Tuja halotti maszkja
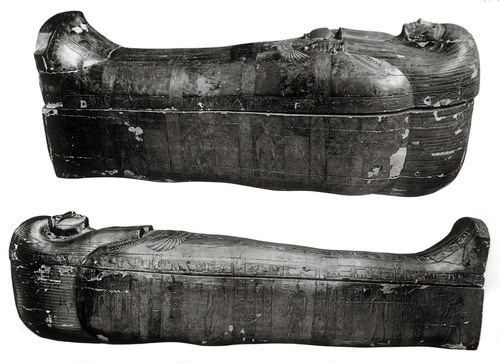
Juja belső koporsói
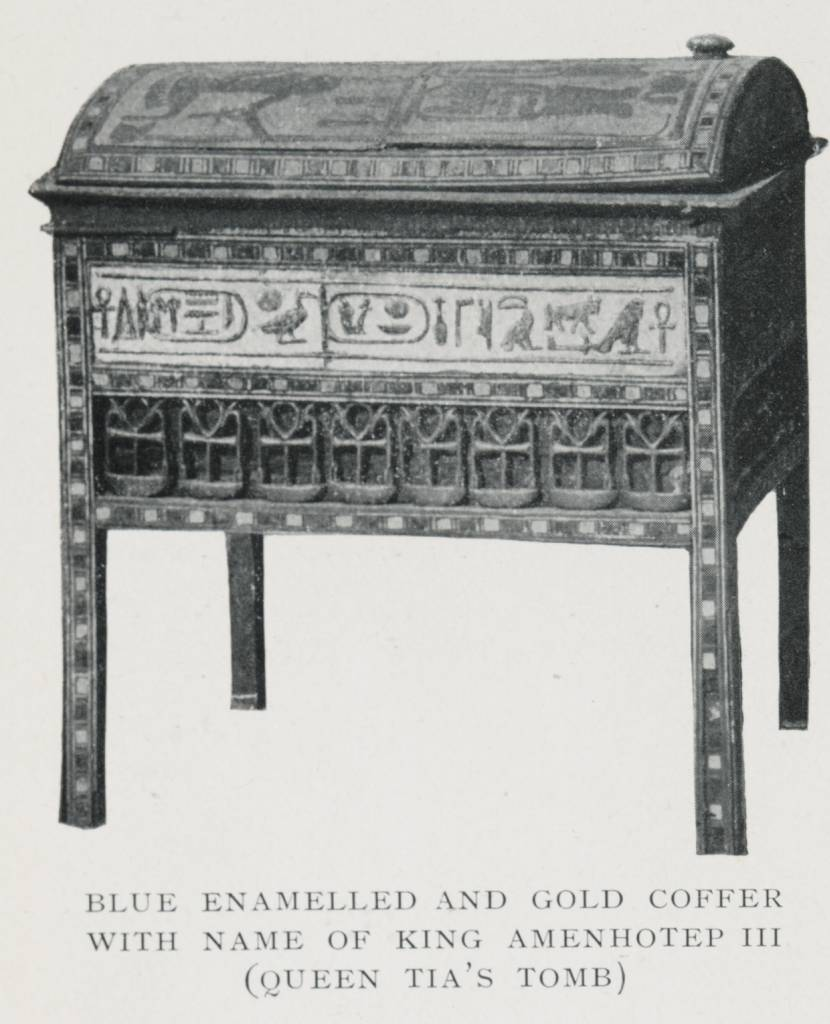
Kék fajanszdíszítésű, aranyozott láda III. Amenhotep nevével
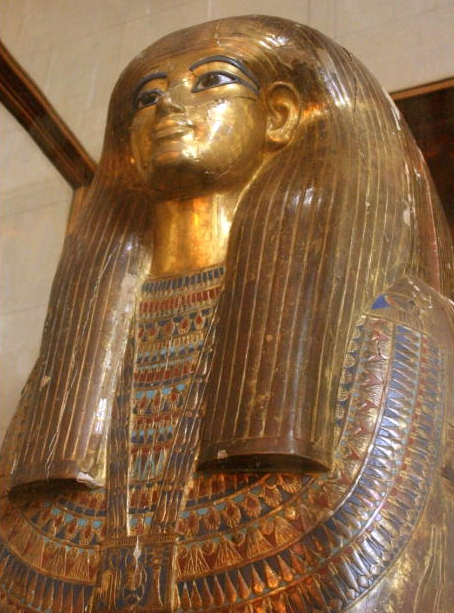
Tuja harmadik koporsója

## Fordítás
- Ez a szócikk részben vagy egészben  a   KV46 című angol Wikipédia-szócikk ezen változatának fordításán alapul.  Az eredeti cikk szerkesztőit annak laptörténete sorolja fel. Ez a jelzés csupán a megfogalmazás eredetét és a szerzői jogokat jelzi, nem szolgál a cikkben szereplő információk forrásmegjelöléseként.

## Külső hivatkozások
- Theban Mapping Project: KV46